# Muhàmmad Àhmad
Muhàmmad Àhmad ibn Abd-Al·lah (àrab: محمد احمد بن عبد الله, Muḥammad Aḥmad b. ʿAbd Allāh), conegut també com a Muhàmmad Àhmad al-Mahdí (àrab: محمد احمد المهدي, Muḥammad Aḥmad al-Mahdī) o simplement el Mahdí (regió de Dongola, 12 d'agost 1845 - 22 de juny del 1885) fou un líder religiós musulmà de la zona del Sudan angloegipci que liderà una revolta militar de caràcter messiànic i antiimperialista coneguda com a Guerra del Mahdí.

## Biografia

### Orígens
Era fill d'un constructor de petits bots de nom Abd-Al·lah, que es va anar a establir a Karari, al Nil, a uns quilòmetres al nord de Khartum, on hi havia la fusta que li calia. A la mort del pare els fills van seguir l'ofici però Muhàmmad Àhmad va rebre una educació religiosa tradicional i va mostrar aviat interès per l'ascetisme i el sufisme.

### Mahdisme
El 1861 es va agregar al grup del xeic Muhàmmad Xarif Nur-ad-Daim, net del fundador de la tariqa (confraria) dels Sammaniyya. Quan els seus germans van anar a establir-se a l'illa d'Aba, al Nil Blanc, per obtenir fusta pels vaixells, els va acompanyar i el 1870 es va establir a l'illa. Amb una gran reputació de sant va començar a reunir seguidors i va trencar amb Muhammad Xarif Nur-ad-Daim, obtenint el suport d'un cap rival de la Sammaniyya, el xeic Al-Qurayxí, conegut com a Wad az-Zayn (mort el 1878).

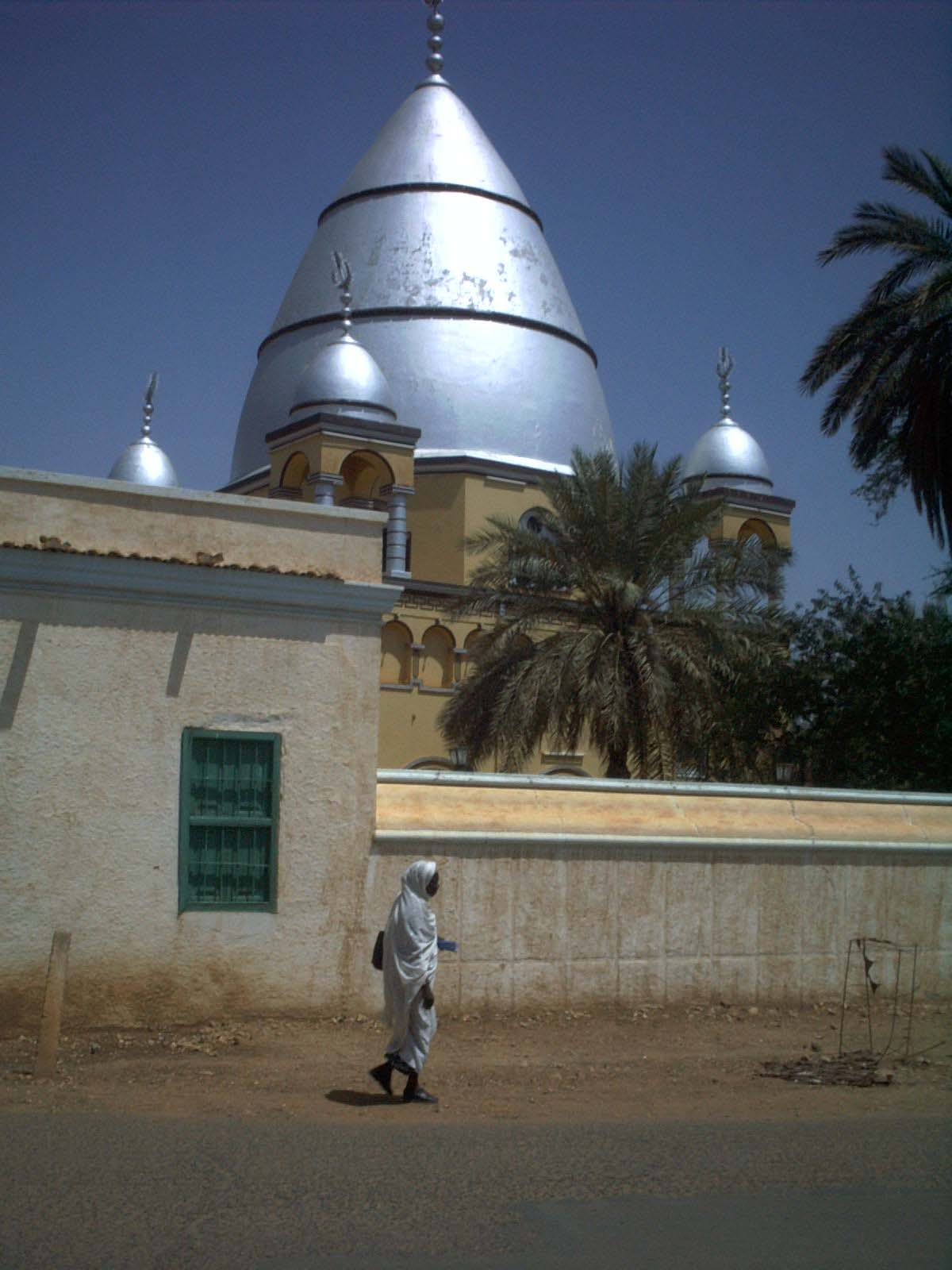
Tomba de Mahdí a Omdurman

El 1881 se li va unir l'home que després seria el seu més proper col·laborador i successor, Abd-Al·lah ibn Muhàmmad at-Taaixí, conegut com a Abdullahi, de la tribu dels taaixa, àrabs ramaders del Darfur. A causa de la política egípcia d'opressió fiscal i administrativa amb abusos dels funcionaris i de supressió del tràfic d'esclaus, tot el Sudan esperava a un mahdí (salvador de l'islam segons l'escatologia d'aquesta religió) que posés fi a aquest estat de coses i restaurés l'islam. Abdullahi havia declarat uns anys abans mahdí a Az-Zubayr Rahma Mansur, traficant d'esclaus que dominava la regió de Bahr al-Ghazal occidental i conqueridor del Darfur, però aquest no ho va acceptar, i ara va suggerir a Muhàmmad Àhmad que ell era el mahdí esperat. Muhàmmad ho va acceptar i ho va revelar en secret als seus deixebles (març del 1881) i després a altres seguidors en una visita al Kordofan, i es va revelar el 29 de juny de 1881 declarant el gihad (ja que tots els que se li oposaven no eren verdaders musulmans); es van enviar cartes al notables anunciant la seva missió divina i demanant el suport; un telegrama fou enviat al governador general.
El projecte del Mahdí era una reforma de l'islam tant en el culte com en la societat; volia la restauració de la primitiva umma musulmana regida per l'Alcorà i la sunna. Els seus seguidors, igual que els de Medina amb el Profeta, foren anomenats ansars. El propòsit era establir un estat islàmic com un primer pas cap a un estat islàmic global. Pretenia també a la successió del Profeta (al-khilafa al-kubra) i es presentava com el successor de l'enviat de Déu (Khalifat Rassul Al·lah). Abdullahi fou reconegut com a khalifa as-Siddiq i considerat successor del califa Abu-Bakr as-Siddiq, Ali ibn Muhammad Hilu (un dels seus primers seguidors) fou nomenat khalifat al-Faruk com a successor del califa Úmar ibn al-Khattab, i el seu gendre Muhàmmad Xarif ibn Hamid fou khalifat al-Karrar i successor d'Alí ibn Abi-Tàlib. La successió d'Uthman ibn Affan fou oferta al cap de la Sanusiyya Muhàmmad al-Mahdí (maig 1883) però fou rebutjada. Encara que els ulemes oficials pretenien refutar les pretensions del Mahdí, ell es va defensar com escollit per Déu.

### Guerra del Mahdí
Un primer contingent militar enviat a fer-lo presoner, fou derrotat l'agost del 1881 i el Mahdí i els seus ansars es van retirar al Jabal Kadir al Kordufan. El Mahdí va adoptar el nom de Muhàmmad ibn Abd-Al·lah, es va declarar descendent del Profeta i el lloc de reunió al Jabal Kadir fou anomenat Massa. Lentament va anar guanyant suport a tot el país i les operacions militars a la zona on estava retirar eren molt difícils. Una primera expedició fou rebutjada el desembre del 1881 i una segona el maig del 1882, aquesta ordenada per Geigler Paixà, governador interí del Sudan (febrer a maig del 1882) que fou seguit en el càrrec per Abd-al-Kadir Paixà Hailm.
Els mahdistes van establir al Jabal Kadir una bona base per atacar les posicions del govern al Kordofan. El beduïns Bakkara o Beggara del sud li donaven suport i tenia també molt suport entre els àrabs del Darfur i Kordofan. Les guarnicions egípcies no obstant van aguantar bé en les seves fortificacions els atacs mahdistes. L'atac a la capital provincial Al-Ubayyid, el 8 de setembre de 1882, fou rebutjat.

#### Implicació britànica
Els britànics van ocupar l'Egipte el setembre del 1882. El Mahdí va optar pel sistema de setges amb un cos especialitzat complementari de les tropes tribals, anomenat jihadiyya, reclutat entre els soldats sudanesos desertors o presoners, que foren els únics que van rebre armes de foc, ja que el Mahdí no les volia confiar als indisciplinats guerrers tribals. Així Al-Ubayyid es va rendir el 19 de gener de 1883. Ara dominava el Kordofan. El març era enviat el nou governador del Sudan, Alà-ad-Din, i es va reclutar localment un exèrcit sota la direcció del cap d'estat major Sulayman Niazí Paixà, que va arribar a tenir 8000 homes, molts procedents d'antigues forces de fellahins àrabs que havien estat dissoltes i havien estat enviats presoners al Sudan. Al cap d'un mes, el coronel anglès retirat William Hicks conegut com a Hicks Paixà, va dirigir cinc mil homes contra una força similar de mahdistes al Sennar (els primers seguidors eren els ansars, però la resta de seguidors eren anomenats els 'dervixos'), i els va derrotar, netejant d'enemics el territori entre Sennar i Khartum.

#### Desfeta de Hicks
Una vegada superada la por d'un atac dels rebels a Khartum, els funcionaris egipcis van començar a intrigar contra Hicks, que el juliol va dimitir. Llavors el govern egipci va cessar a Sulayman Niazí i Hicks fou nomenat comandant en cap d'un cos expedicionari que havia d'anar al Kordofan. Hicks va considerar que no tenia prou forces per la missió i que seria millor esperar que la situació a Kordofan s'arreglés per si mateixa (telegrama del 5 d'agost). Però el govern no creia en la força del Mahdí i va forçar l'expedició que va sortir de Kharum el 9 de setembre amb 7000 infants, 1000 cavallers i 2000 auxiliars; l'expedició incloïa 13 europeus.
El dia 10 van arribar al Nil a Duem i van començar a entrar en les terres seques de Kordofan en direcció a Al-Ubayyid. El 5 de novembre de 1883 l'exèrcit, mal guiat per simpatitzants del Mahdí i patint de la set, fou emboscat a la zona forestal de Kashgil, a 45 km al sud de la capital provincial. Tot l'exèrcit, inclòs Hicks, va morir excepte entre 300 i 500 homes (entre ells 3 europeus) que van poder fugir i arribar a Khartum. Darfur i Bahr al-Ghazal van passar a mans del Mahdí, entregats pels seus governadors europeus Rudolf Carl von Slatin Bey (desembre de 1883) i Frank Lupton conegut per Lupton Bey (que va deixar la tasca el dia 28 d'abril de 1884 al seu ajudant Alí Mussa Bey Sawqí que va fer l'entrega el dia 30).

#### Setge de Khartum
Mentrestant, Osman Digna, d'una família de comerciants de Suakin, havia estat enviat (maig del 1883) pel Mahdí a revoltar els beges de la mar Roja; va tenir força èxit pel suport d'un influent faqih, el xeic At-Tahir al-Majhub, i el febrer de 1884 tota la província estava a les seves mans excepte la ciutat de Suakin. Després de la mort de Hicks, que es va saber als pocs dies al Caire, fou enviat Charles George Gordon, anomenat Gordon Paixà, primer per avaluar la situació per tot seguit ser nomenat governador (va prendre possessió el 18 de febrer de 1884) en el lloc d'Alà-ad-Din, càrrec que Gordon ja havia exercit abans (1877-1879). La via de la mar Roja va quedar tallada el febrer i el maig la província de Berber va quedar en mans dels ansars, tallant també la ruta fluvial.
Gordon va alliberar al seu antic enemic, el cap esclavista Az-Zubayr Rahma Mansur, amb la idea que amb la seva influència podria controlar el Sudan, però el govern britànic va refusar cooperació amb un antic traficant d'esclaus i en va ordenar l'evacuació. La pressió militar sobre Khartum va augmentar i entre el 18 de març i l'octubre el Mahdí va traslladar el gruix de les seves forces d'Al-Ubayyid a Omdurman, al costat de Khartum. Gordon refusava evacuar i l'opinió pública britànica pressionava per una expedició de socors que finalment el govern va acceptar l'agost, però no es va organitzar fins al novembre sota el mariscal Garnet Wolseley, que va sortir de Wadi Halfa arribant a Korti el desembre i a Metemma el 20 de gener de 1885. Amb uns bots deixats pel mateix Gordon el 24 van avançar cap a Khartum. La ciutat estava estretament assetjada i el Mahdí, sabent els moviments de Wolseley, va ordenar l'atac el dia 25. Després d'una cruenta lluita la ciutat va caure en mans dels mahdistes el 25 de gener del 1885 i Gordon va trobar la mort en la lluita a punt de complir els 52 anys. El dia 28 va arribar Wolseley.
Amb la conquesta de Khartum el Mahdí dominava tot el Sudan, incloent Ciutat de Dongola i la regió de la Mar Roja.

### Mort de Muhàmmad Àhmad
Khartum fou abandonada i la capital es va establir a Omdurman, on Muhàmmad Àhmad va morir del tifus el 22 de juny de 1885. Sense la seva forta figura, l'alçament va perdre força i no va acabar d'estendre's més enllà de les fronteres del Sudan. Les forces britàniques, arran de la derrota humiliant de Hicks i en venjança per la mort del general Gordon, van llençar una ofensiva contra els revoltats que van ser destruïts a la batalla d'Omdurman el 1898.

## Al cinema
- Khartoum (pel·lícula de 1966)